# غيدلينغ (دائرة انتخابية في المملكة المتحدة)
غيدلينغ  (بالإنجليزية: Gedling)‏ هي إحدى الدوائر الانتخابية في المملكة المتحدة الممثلة في مجلس العموم في برلمان المملكة المتحدة.
عضو البرلمان الذي يمثلها حالياً هو :Mr Vernon Coaker (Lab).